# مات مونرو
مات مونرو (بالإنجليزية: Matt Monro)‏ هو مغني بريطاني، ولد في 1 ديسمبر 1930 في شورديتش ‏ في المملكة المتحدة، وتوفي في 7 فبراير 1985 في لندن في المملكة المتحدة بسبب سرطان الكبد.

## وصلات خارجية
- الموقع الرسمي
- مات مونرو على موقع IMDb (الإنجليزية)
- مات مونرو على موقع ميوزك برينز (الإنجليزية)
- مات مونرو على موقع إن إن دي بي (الإنجليزية)
- مات مونرو على موقع أول ميوزيك (الإنجليزية)
- مات مونرو على موقع ديسكوغز (الإنجليزية)
- مات مونرو على موقع قاعدة بيانات الفيلم (الإنجليزية)